# Прайс, Томас Эдмундс
Томас Эдмундс «Том» Прайс (англ. Thomas Edmunds "Tom" Price; род. 8 октября 1954, Лансинг, Мичиган) — американский политик, бывший министр здравоохранения и социальных служб США (2017), член Палаты представителей США от 6-го избирательного округа Джорджии (2005—2017), член Республиканской партии.

## Политическая карьера
10 февраля 2017 года был утверждён министром здравоохранения и социальных служб США и вошёл в состав кабинета министров Дональда Трампа.
29 сентября 2017 года ушёл в отставку с поста министра здравоохранения со скандалом.